# Xian de Yuanshi
Pour les articles homonymes, voir Yuanshi.
Le xian de Yuanshi (元氏县 ; pinyin : Yuánshì Xiàn) est un district administratif de la province du Hebei en Chine. Il est placé sous la juridiction de la ville-préfecture de Shijiazhuang.

## Démographie
La population du district était de 380 659 habitants en 1999.